# Scotinoecus
Scotinoecus Simon, 1892 è un genere di ragni appartenente alla Famiglia Hexathelidae.

## Distribuzione
Le 4 specie note di questo genere sono diffuse in Cile e Argentina.

## Tassonomia
Questo genere è stato trasferito negli Hexathelidae dalla famiglia Dipluridae a seguito di un lavoro di Raven del 1980.
Attualmente, a dicembre 2012, si compone di quattro specie:
- Scotinoecus cinereopilosus (Simon, 1889)[2] — Cile
- Scotinoecus fasciatus Tullgren, 1901 — Cile, Argentina
- Scotinoecus major Ríos & Goloboff, 2012 — Cile
- Scotinoecus ruiles Ríos & Goloboff, 2012 — Cile